# Elizabeth Taylorová
Elizabeth Rosemond Taylorová, zvaná též Liz Taylorová, nepřechýleně Elizabeth Taylor (27. února 1932 Hampstead – 23. března 2011 Los Angeles) byla americká herečka a vývojářka voňavek a parfémů, jedna z velkých hollywoodských hvězd stříbrného plátna 20. století, dvojnásobná držitelka ceny Americké filmové akademie Oscar, která se stala jedním z filmových sex-symbolů své doby.
Mezi její nejznámější filmové role patří dvoudílný velkofilm Kleopatra z roku 1963, kde si zahrála společně s Rexem Harrisonem a svým pozdějším manželem Richardem Burtonem, či snímek Zkrocení zlé ženy natočený na motivy stejnojmenné divadelní hry Williama Shakespeara. Za umělecky nejhodnotnější jsou považovány její snímky Telefon Butterfield 8 z roku 1960 a Kdo se bojí Virginie Woolfové? z roku 1966, za něž byla oceněna Oscarem.
Úspěšně vyvinula řadu parfémů a voňavek. Stala se první celebritou, která uvedla na trh značku parfému.
Liz Taylorová byla jednou z prvních osobností, které se účastnily akcí HIV / AIDS. V roce 1985 spoluzakládala Americkou nadaci pro výzkum AIDS a v roce 1991 založila Nadaci Elizabeth Taylor AIDS.
Během kariéry Liz Taylorové byl její osobní život předmětem neustálé mediální pozornosti. Byla vdaná osmkrát za sedm mužů, dvakrát za Richarda Burtona, shromáždila jednu z nejdražších soukromých sbírek šperků na světě.
Po mnoha letech zdravotních potíží zemřela na srdeční selhání v roce 2011, ve věku 79 let.

## Život

### Dětství
Oba její rodiče (Francis Taylor a Sara Viola Warmbrodtová) byli rodilými Američany, trvale však žili v Londýně. Narodila se na předměstí Londýna 27. února 1932. Do školy pro nejmenší začala chodit ještě v Anglii, ale když v roce 1939 rodina Taylorových uprchla z Evropy, Liz i její starší bratr Howard pokračovali ve školní docházce v Kalifornii. Zde si Francis otevřel galerii s obrazy.
Od útlého dětství se učila tancovat. Již ve věku devíti let se poprvé objevila ve filmu. V roce 1943 uzavřela svoji první smlouvu se společnosti Metro-Goldwyn-Mayer, kde se stala dětskou filmovou hvězdou 40. let 20. století.

### Mladá léta
V době jejího dospívání se o ni začala zajímat média, což se projevovalo zejména spekulacemi o zásnubách s mnoha známými lidmi. Prvním z nich byl Glen Davis. Skutečným prvním snoubencem byl až William Pawley ml., se kterým se zasnoubila v červnu 1949. Na podzim téhož roku však bylo zasnoubení zrušeno. Na novinové články o druhém zrušeném zasnoubení a střídání mužů reagovala slovy: „Kdybych byla taková, jak mě vylíčili, nenáviděla bych se.“
V květnu 1950 se konala velkolepá svatba, při níž se stala chotí o 5 let staršího Nicka Hiltona, dědice hotelových sítí. O tomto sňatku jeden z jejích přátel prohlásil: „Matka Elizabeth nepřipravila na manželství s bohatým frackem, který jednal po svém - to nebylo ve scénáři.“ A sama Liz: „Opravdu jsem si myslela, že k manželství stačí bílá chaloupka a nadýchaná zástěra.“ Ke svému soukromí dodala: „Jiní mladí lidé se klidně mohou hádat. Jenže než my se stačíme políbit a usmířit, už jsou toho plné noviny.“
V lednu 1951 proběhl rozvod, majetková vyrovnání (především o svatební dary) trvala o několik měsíců déle.
V únoru 1952 se Liz v Anglii provdala za anglického herce Michaela Wildinga, o 19 let staršího. Dne 6. ledna se jim narodil první potomek, pojmenovaný Michael Howard Wilding. Druhého syna Christophera Edwarda Wildinga porodila Liz na své narozeniny 27. února 1955. Oba porody proběhly císařským řezem.
V lednu 1957 se Elizabeth s Wildingem rozvedla, několik dní nato se stala ženou filmového producenta Mikea Todda, oba úřední akty proběhly v Mexiku. Dne 6. srpna 1957 se jim předčasně narodila dcerka Elizabeth Frances, nazývaná Liza. Dne 22. března 1958 Mike Todd zahynul při havárii svého soukromého letadla Lockheed L-18 Lodestar poblíž města Grants v Novém Mexiku. Z této ztráty se dlouho vzpamatovávala a hrozilo, že spáchá sebevraždu.
Žal se snažila překonal prací na filmu Kočka na rozpálené plechové střeše, ale s vyrovnáním se situací jí skutečně pomohl až Mikeův přítel a svědek ze svatby, zpěvák Eddie Fisher. Ten se stal 12. května 1959 Elizabethiným dalším manželem a Liz kvůli němu konvertovala k judaismu.

### Pozdější léta
Při natáčení Kleopatry se potkala se ženatým Richardem Burtonem. Oba se kvůli svému vztahu rozvedli a v březnu 1964 slavili svatbu. Přibližně v době aféry kolem rozvodu s Fisherem se jí podařilo adoptovat postiženou Mariu. V roce 1968 prodělala gynekologickou operaci, po které již nemohla otěhotnět.
V červnu 1974 byli rozvedeni, v říjnu 1975 se znovu vzali, zejména proto, že ani jeden z nich nechtěl být sám. Richard na tom nebyl zdravotně nejlépe. Tento sňatek vydržel pouze několik měsíců, Richard Burton se znovu oženil a Elizabethiným dalším manželem se stal v prosinci 1976 budoucí senátor John Warner. Zúčastnila se jeho volební kampaně. V listopadu 1982 se ale rozvedli.
Během svého života podstoupila několik odtučňovacích kúr v lázních.

## Umělecká kariéra

### Dětská léta
Během cesty lodí do Ameriky navštívila poprvé kino, konkrétně šlo o film Malá princezna se Shirley Temple. Začala také zářit jako dětská hvězda.
Její matka Sara v mládí získala divadelní zkušenosti, a proto obě děti prosazovala jako herce. Její první smlouva s filmovou společností, Universal Pictures, z dubna 1941 měla být na 7 let, dokonce bez kamerových zkoušek. Malá Angličanka s americkými předky totiž vypadala kouzelně. Tmavé kadeře, neskutečně dlouhé řasy a ty oči. Je jí jenom devět, ale jakoby vám viděla až do duše... Do roka byla ale smlouva zrušena ze strany společnosti, společnost měla představu o druhé Shirley Templeové, Elizabeth však tuto představu nenaplňovala. Z dřívějších vyjednávání si ji pamatoval Benny Thau a na podzim 1942 jí studio MGM nabídlo smlouvu. Ve filmu Lassie se vrací (1943) nahradila herečku Marii Flynn a tato role z Elizabeth udělala dětskou hvězdu první kategorie. Poté se objevila v malých roličkách, a to ve filmech Jana Eyrová, Sirotek lowoodský a Bílé útesy doverské. Následovaly filmy O velkou cenu (1944), v němž psa vystřídal poník, a Odvážná Lassie (1946), které její pozici dětské hvězdy potvrzovaly.
V té době již nenavštěvovala klasickou školu, ale učila se mezi záběry s pedagogickým dozorem studia MGM. Život Liz neurčovalo jen studio, ale i rodiče. Znát byl výrazný vliv matky na výběr rolí, oblečení i pravidelný doprovod na natáčení. Také Sara byla řádné placeným zaměstnancem studia jako její matka.
V roce 1945 vyšla autobiografická dětská knížka Hryzálek a já, jejíž autorství je připisováno Elizabeth, kde jsou hlavními postavami dívka a její veverčí kamarád.
Londýnské noviny Sunday Pictorial o ní napsaly: „Elizabeth Taylorová je živým argumentem proti zaměstnávání dětí u filmu.“
Světovou hvězdu udělal z Liz snímek Místo na výsluní, upravená verze Dreiserovy Americké tragédie, který měl premiéru na podzim 1951. Montgomery Clift, hrající jejího partnera, se stal Elizabethiným věrným přítelem. „Znám jen dva herce (Montgomery Clift a Richard Burton), s nimiž se cítím téměř fyzicky srostlá, jakoby pupeční šňůrou, elektrizovaná a elektrizující,“ prohlásila Liz.

### Dospělost
Mezi její nejvýraznější role patří Maggie v Kočce na rozpálené plechové střeše (1958), titulní role v Kleopatře (1963), Angela v Místě na výsluní (1952), dětská role Velvet ve filmu O velkou cenu (1944), Catherine v Suddenly, Last Summer (1959), Gloria v Telefon Butterfiled 8 (1960), Melissa v Kdo se bojí Virginie Woolfové? (1966), zkrocená Kateřina ve Zkrocení zlé ženy (1967).
Během svých manželství se věnovala zejména mateřství, filmování odsunula stranou. Kvůli Lizininým zdravotním problémům (mimo jiné plicním obtížím a anémii) se natáčení filmu Kleopatra dlouho odkládalo. Zde potkala Richarda Burtona, pozdějšího manžela, se kterým natočila celkem 11 filmů.
Filmovými partnery a partnerkami byli Peter Lawford (Bílé útesy doverské, Nevychovaná Julia, Malé ženy), Mickey Rooney (O velkou cenu), Janet Leigh (Malé ženy), Spencer Tracy (Otec nevěsty, Otcův malý úrok), Montgomery Clift (Místo na výsluní, Raintree County, Náhle minulého léta), Joan Fontaine (Ivanhoe), Rock Hudson, James Dean a Dennis Hopper (Gigant), Paul Newman (Kočka na rozpálené plechové střeše), Katharine Hepburn (Náhle minulého léta), Jiří Voskovec (Telefon Butterfiled 8), Richard Burton (Kleopatra, Velmi důležité osoby, Písečný ptáček, Kdo se bojí Virginie Woolfové?, Zkrocení zlé ženy, Komedianti, Doktor Faust, Bum!, Hammersmith je venku, Pod mléčným lesem, Jeho rozvod, její rozvod), Rex Harrison (Kleopatra), Charles Bronson (Písečný ptáček), Michael York (Zkrocení zlé ženy), Marlon Brando (Odrazy ve zlatém oku), Mia Farrow a Robert Mitchum (Tajný obřad), Warren Beatty (Jediná herna ve městě), Michael Caine (Zee a spol.), Peter O'Toole (Pod mléčným lesem), Henry Fonda (Popeleční středa), Andy Warhol (Identikit), Jane Fonda a Ava Gardner (Modrý pták), Burt Lancaster a Anthony Hopkins (Vítězství u Entebbe), Lesley-Anne Down (Malá noční hudba, seriál Sever a Jih), Jeff Bridges a Eli Wallach (Zimní zabíjení), Geraldine Chaplin a Angela Lansburyová (Rozbité zrcadlo), Philippe Noiret (Mladý Toscanini).

## Filmografie (výběr)

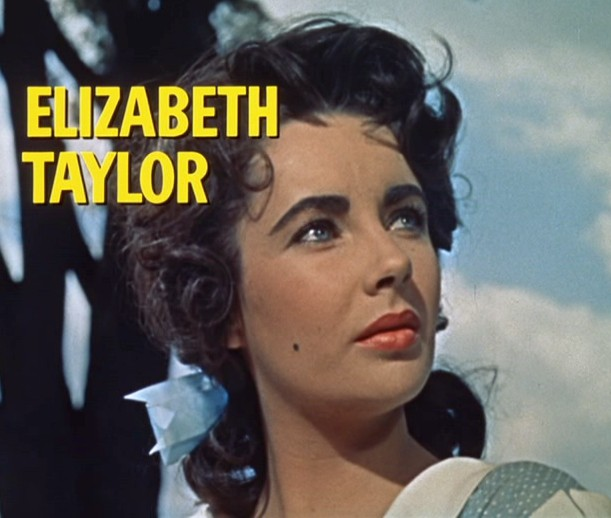
Elizabeth Taylorová ve filmu Gigant (1956).

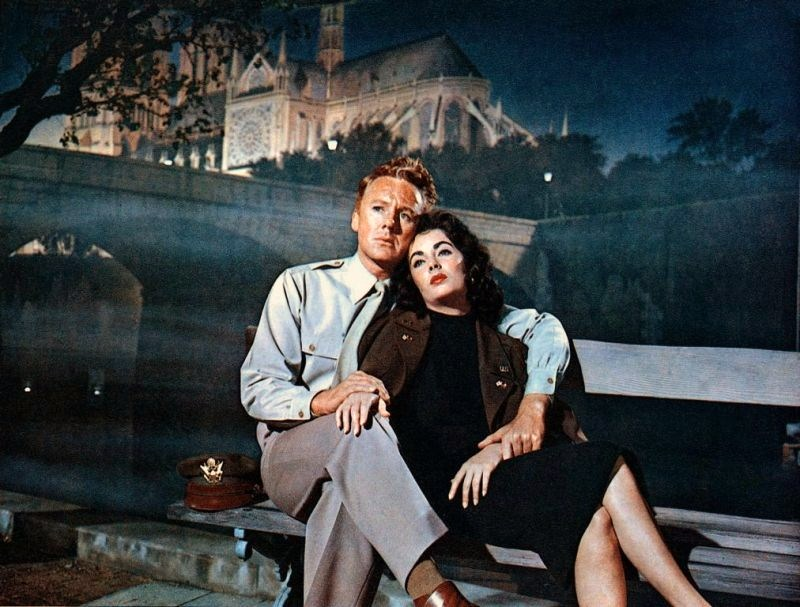
Elizabeth Taylor a Van Johnson ve filmu Když jsem naposledy viděl Paříž (1954)

### Filmy
- 1943 Lassie se vrací (v originále Lassie Come Home), (režie Fred M. Wilcox)
- 1944 O Velkou cenu (v originále National Velvet), (režie Clarence Brown)
- 1946 Odvážná Lassie (v originále Courage of Lassie), (režie Fred M. Wilcox)
- 1947 Cynthia (režie Robert Z. Leonard)
- 1948 A Date with Judy (režie Richard Thorpe)
- 1949 Conspirator (režie Victor Saville)
- 1950 The Big Hangover (režie Norman Krasna)
- 1951 Quo Vadis (režie Mervyn LeRoy)
- 1951 Místo na výsluní (v originále A Place in the Sun), (režie George Stevens)
- 1951 Jak je těžké být dědečkem (v originále Father's Little Dividend), (režie Vincente Minnelli)
- 1952 Love Is Better Than Ever (režie Stanley Donen)
- 1952 Ivanhoe (režie Richard Thorpe)
- 1953 The Girl Who Had Everything (režie Richard Thorpe)
- 1954 Rhapsody (režie Charles Vidor)
- 1954 Sloní stezka (v originále Elephant Walk), (režie William Dieterle)
- 1954 Beau Brummell (režie Curtis Bernhardt)
- 1954 Když jsem naposledy viděl Paříž (v originále The Last Time I Saw Paris), (režie Richard Brooks)
- 1956 Gigant (v originále Giant), (režie George Stevens)
- 1957 Raintree County (režie Edward Dmytryk)
- 1958 Kočka na rozpálené plechové střeše (v originále Cat on a Hot Tin Roof), (režie Richard Brooks)
- 1959 Suddenly, Last Summer (režie Joseph L. Mankiewicz)
- 1960 Telefon Butterfield 8 (režie Daniel Mann)
- 1963 Kleopatra (režie Joseph L. Mankiewicz, Rouben Mamoulian a Darryl F. Zanuck)
- 1963 Vlivní lidé (v originále The V.I.P.s), (režie Anthony Asquith)
- 1965 Písečný ptáček (v originále The Sandpiper), (režie Vincente Minnelli)
- 1966 Kdo se bojí Virginie Woolfové? (v originále Who's Afraid of Virginia Woolf?), (režie Mike Nichols)
- 1967 Zkrocení zlé ženy (v originále La bisbetica domata), (režie Franco Zeffirelli)
- 1967 Páv se zlatým okem (v originále Reflections in a Golden Eye), (režie John Huston)
- 1967 Doktor Faust (v originále Doctor Faustus), (režie Richard Burton)
- 1967 Komedianti (v originále The Comedians), (režie Peter Glenville)
- 1968 Vlak s mlékem zde již nestojí (v originále Boom!), (režie Joseph Losey)
- 1968 Tajný obřad (v originále Secret Ceremony), (režie Joseph Losey)
- 1970 Jediná hra (v originále The Only Game in Town), (režie George Stevens)
- 1971 Pod Mléčným lesem (v originále Under Milk Wood), (režie Andrew Sinclair)
- 1972 Zee a spol. (v originále Zee and Co.), (režie Brian G. Hutton)
- 1972 Hammersmith Is Out (režie Peter Ustinov)
- 1973 Nespavost (v originále Night Watch), (režie Brian G. Hutton)
- 1973 Ash Wednesday (režie Larry Peerce)
- 1974 Přibližná podoba (v originále Identikit), (režie Giuseppe Patroni Griffi)
- 1976 Modrý pták (v originále The Blue Bird), (režie George Cukor)
- 1977 Malá noční hudba (v originále A Little Night Music), (režie Harold Prince)
- 1988 Mladý Toscanini (v originále Il giovane Toscanini), (režie Franco Zeffirelli)

### TV filmy
- 1973 Divorce His - Divorce Hers (režie Waris Hussein)
- 1978 Return Engagement (režie Joseph Hardy)
- 1983 Přítelkyně (v originále Between Friends), (režie Lou Antonio)
- 1985 Malice in Wonderland (režie Gus Trikonis)
- 1986 Někde musí být poník (v originále There Must Be a Pony), (režie Joseph Sargent)
- 1987 Pokerová Alice (v originále Poker Alice), (režie Arthur Allan Seidelman)
- 1989 Sladké ptáče mládí (v originále Sweet Bird of Youth), (režie Nicolas Roeg)
- 2001 Tři staré grácie (v originále These Old Broads), (režie Matthew Diamond)

### Seriály
- 1970 Here's Lucy (1 epizoda), (režie Jay Sandrich)
- 1981 General Hospital (4 epizody), (režie George Thompson)
- 1983 All My Children (1 epizoda), (režie Jorn H. Winther)
- 1984 Hotel (1 epizoda), (režie Bruce Bilson)
- 1985 Sever a Jih (6 epizod), (režie Douglas Heyes a David L. Wolper)
- 1992 Kapitán Planeta (1 epizoda), (režie Jim Duffy)
- 1992–1993 Simpsonovi (2 epizody), (režie Mark Kirkland a David Silverman)
- 1996 Can't Hurry Love (1 epizoda), (režie John Bowab)
- 1996 High Society (1 epizoda), (režie Ellen Gittelsohn)